# Чуксола
Чуксола (мар. Чӱксола) — деревня в Новоторъяльском районе Республики Марий Эл. Административный центр Чуксолинского сельского поселения.

## География
Находится в северо-восточной части республики Марий Эл у восточной окраины районного центра поселка Новый Торъял.

## История
Деревня образована в 1965 году в результате объединения деревень Верхняя и Нижняя Чуксола. Работали колхозы «Чуксола», «Тушнур» и «1 Мая». Верхняя Чуксола была известна с 1820 года как деревня из 6 дворов. В 1884 году в деревне насчитывалось 26 домов, 149 человек, все мари. В 1905 году в 35 дворах проживали 245 человек. Нижняя Чуксола упоминалась с 1932 года, когда здесь проживало 204 жителя, все мари.

## Население
Население составляло 339 человек (мари 92 %) в 2002 году, 410 в 2010.

## Известные уроженцы
Соколов Иван Фёдорович (род. 1920) — марийский советский педагог. Завуч, директор Староторъяльской средней школы Новоторъяльского района Марийской АССР (1952—1956), заместитель министра просвещения Марийской АССР (1956—1977). Заслуженный учитель школы РСФСР (1970). Участник Великой Отечественной войны. Член ВКП(б).